# ОК Војводина
ОК Војводина је српски одбојкашки клуб из Новог Сада и део је СД Војводина. Основана је 1946. године, а своје утакмице игра у СПЕНС-у. Најтрофејнији је одбојкашки клуб у Србији.

## Историјат
Првих тридесет година свога постојања такмичила се као аматерски клуб и у том периоду је често мењала име. Поред имена које и данас носе у једном периоду свог постојања наступали су као Слога, Пролетер, Партизан и Студент. Тренутно се такмичи у Суперлиги Србије.
ОК Војводина има 8 дуплих круна (првенство и куп) који су основани 1992, 1994, 1995, 1996, 1998, 2004, 2007 и 2020. године. Она је уједно и најтрофејни одбојкашки клуб у Србији са 19 националних првенстава (рекорд), 16 националних купова (рекорд), 6 суперкупова (рекорд) и 1 ЦЕВ Челенџ купом, што даје укупну бројку од 42 трофеја у мушкој конкуренцији.

## Учинак у претходним сезонама
| Сез.     | Ранг | Лига Србије      | Позиција | Скор | Бод. | Плеј-оф      | Куп Србије | Суперкуп Србије |
| -------- | ---- | ---------------- | -------- | ---- | ---- | ------------ | ---------- | --------------- |
| 2016/17. | 1.   | Суперлига Србије | 1. место | 15:3 | 44   | Првак        | Финале     | —               |
| 2017/18. | 1.   | Суперлига Србије | 1. место | 16:2 | 48   | Првак        | Полуфинале | Победник        |
| 2018/19. | 1.   | Суперлига Србије | 1. место | 22:6 | 67   | Првак        | Полуфинале | Финале          |
| 2019/20. | 1.   | Суперлига Србије | 1. место | 19:4 | 54   | Није играно  | Победник   | Победник        |
| 2020/21. | 1.   | Суперлига Србије | 1. место | 15:3 | 45   | Првак        | Полуфинале | Победник        |
| 2021/22. | 1.   | Суперлига Србије | 2. место | 13:5 | 38   | Првак        | Полуфинале | Победник        |
| 2022/23. | 1.   | Суперлига Србије | 1. место | 19:3 | 56   | Финале       | Финале     | Финале          |
| 2023/24. | 1.   | Суперлига Србије | 5. место | 14:8 | 39   | Четвртфинале | Победник   | Победник        |
| 2024/25. | 1.   | Суперлига Србије | у току   |      |      |              | Полуфинале | Финале          |

## Успеси
| Такмичење                          | Такмичење                          | Број                               | Година                                                                                    |                                    |                                    |
| Национално првенство — 19 (рекорд) | Национално првенство — 19 (рекорд) | Национално првенство — 19 (рекорд) | Национално првенство — 19 (рекорд)                                                        | Национално првенство — 19 (рекорд) | Национално првенство — 19 (рекорд) |
| ---------------------------------- | ---------------------------------- | ---------------------------------- | ----------------------------------------------------------------------------------------- | ---------------------------------- | ---------------------------------- |
| Првенство СФР Југославије          | Првак                              | 2                                  | 1987/88, 1988/89.                                                                         |                                    |                                    |
| Првенство СФР Југославије          | Други                              | 5                                  | 1980/81, 1982/83, 1985/86, 1986/87, 1990/91.                                              |                                    |                                    |
| Првенство СРЈ / СЦГ                | Првак                              | 10                                 | 1991/92, 1992/93, 1993/94, 1994/95, 1995/96, 1996/97, 1997/98, 1998/99, 1999/00, 2003/04. |                                    |                                    |
| Првенство СРЈ / СЦГ                | Други                              | 3                                  | 2001/02, 2004/05, 2005/06.                                                                |                                    |                                    |
| Првенство Србије                   | Првак                              | 7                                  | 2006/07, 2016/17, 2017/18, 2018/19, 2019/20, 2020/21, 2021/22.                            |                                    |                                    |
| Првенство Србије                   | Други                              | 6                                  | 2008/09, 2010/11, 2011/12, 2013/14, 2015/16, 2022/23.                                     |                                    |                                    |
| Национални куп — 16 (рекорд)       |                                    |                                    |                                                                                           |                                    |                                    |
| Куп СФР Југославије                | Победник                           | 2                                  | 1976/77, 1987.                                                                            |                                    |                                    |
| Куп СФР Југославије                | Финалиста                          | 5                                  | 1981, 1986, 1988, 1990, 1991.                                                             |                                    |                                    |
| Куп СРЈ / Куп СЦГ                  | Победник                           | 8                                  | 1991/92, 1993/94, 1994/95, 1995/96, 1997/98, 2002/03, 2003/04, 2004/05.                   |                                    |                                    |
| Куп СРЈ / Куп СЦГ                  | Финалиста                          | 2                                  | 1992/93, 2000/01.                                                                         |                                    |                                    |
| Куп Србије                         | Победник                           | 6                                  | 2006/07, 2009/10, 2011/12, 2014/15, 2019/20, 2023/24.                                     |                                    |                                    |
| Куп Србије                         | Финалиста                          | 2                                  | 2016/17, 2022/23.                                                                         |                                    |                                    |
| Национални суперкуп — 6 (рекорд)   |                                    |                                    |                                                                                           |                                    |                                    |
| Суперкуп СР Југославије            | Победник                           | 1                                  | 1993.                                                                                     |                                    |                                    |
| Суперкуп СР Југославије            | Финалиста                          | 0                                  | /                                                                                         |                                    |                                    |
| Суперкуп Србије                    | Победник                           | 5                                  | 2015, 2019, 2020, 2021, 2023.                                                             |                                    |                                    |
| Суперкуп Србије                    | Финалиста                          | 5                                  | 2012, 2017, 2018, 2022, 2024.                                                             |                                    |                                    |
| Континентална такмичења — 1        |                                    |                                    |                                                                                           |                                    |                                    |
| ЦЕВ Лига шампиона                  | Победник                           | 0                                  | /                                                                                         |                                    |                                    |
| ЦЕВ Лига шампиона                  | Финалиста                          | 0                                  | /                                                                                         |                                    |                                    |
| ЦЕВ Лига шампиона                  | Полуфинале                         | 2                                  | 1988/89, 1995/96.                                                                         |                                    |                                    |
| ЦЕВ Куп победника купова           | Победник                           | 0                                  | /                                                                                         |                                    |                                    |
| ЦЕВ Куп победника купова           | Финалиста                          | 0                                  | /                                                                                         |                                    |                                    |
| ЦЕВ Куп победника купова           | Полуфинале                         | 2                                  | 1982/83, 2005/06.                                                                         |                                    |                                    |
| ЦЕВ Челенџ куп                     | Победник                           | 1                                  | 2014/15.                                                                                  |                                    |                                    |
| ЦЕВ Челенџ куп                     | Финалиста                          | 0                                  | /                                                                                         |                                    |                                    |
| ЦЕВ Челенџ куп                     | Полуфинале                         | 0                                  | /                                                                                         |                                    |                                    |

## Познатији играчи
| - Жарко Петровић - Владимир Грбић - Никола Грбић - Слободан Ковач - Ђула Мештер - Слободан Бошкан - Андрија Герић - Ђорђе Ђурић - Владимир Батез - Един Шкорић - Вељко Петковић - Васа Мијић - Зоран Гајић - Милорад Кијац - Рајко Кијац - Бранислав Отић - Мирослав Виславски | - Бориша Вуковић - Бранислав Терзин - Радован Дабић - Перо Станић - Велибор Ивановић - Никола Салатић - Бориша Вуковић - Бојан Јанић - Екрем Лагумџија - Един Шкорић - Марко Ивовић - Марко Самарџић - Дејан Бојовић - Милан Марић - Дражен Лубурић - Александар Минић - Милан Катић |